# Société nationale de transport interurbain
La Société nationale de transport interurbain (arabe : الشركة الوطنية للنقل بين المدن) ou SNTRI est une entreprise publique tunisienne placée sous la tutelle du ministère du Transport. La SNTRI est créée le 21 octobre 1981 en vertu du décret-loi n°22-81.
Son effectif est de 576 employés au 31 décembre 2007. Elle compte 46 lignes nationales et une ligne internationale qui relie Tunis à Tripoli, pour un parc roulant équivalent à 164 autocars grand confort au 31 décembre 2007. Elle livre 90 services quotidiennement.

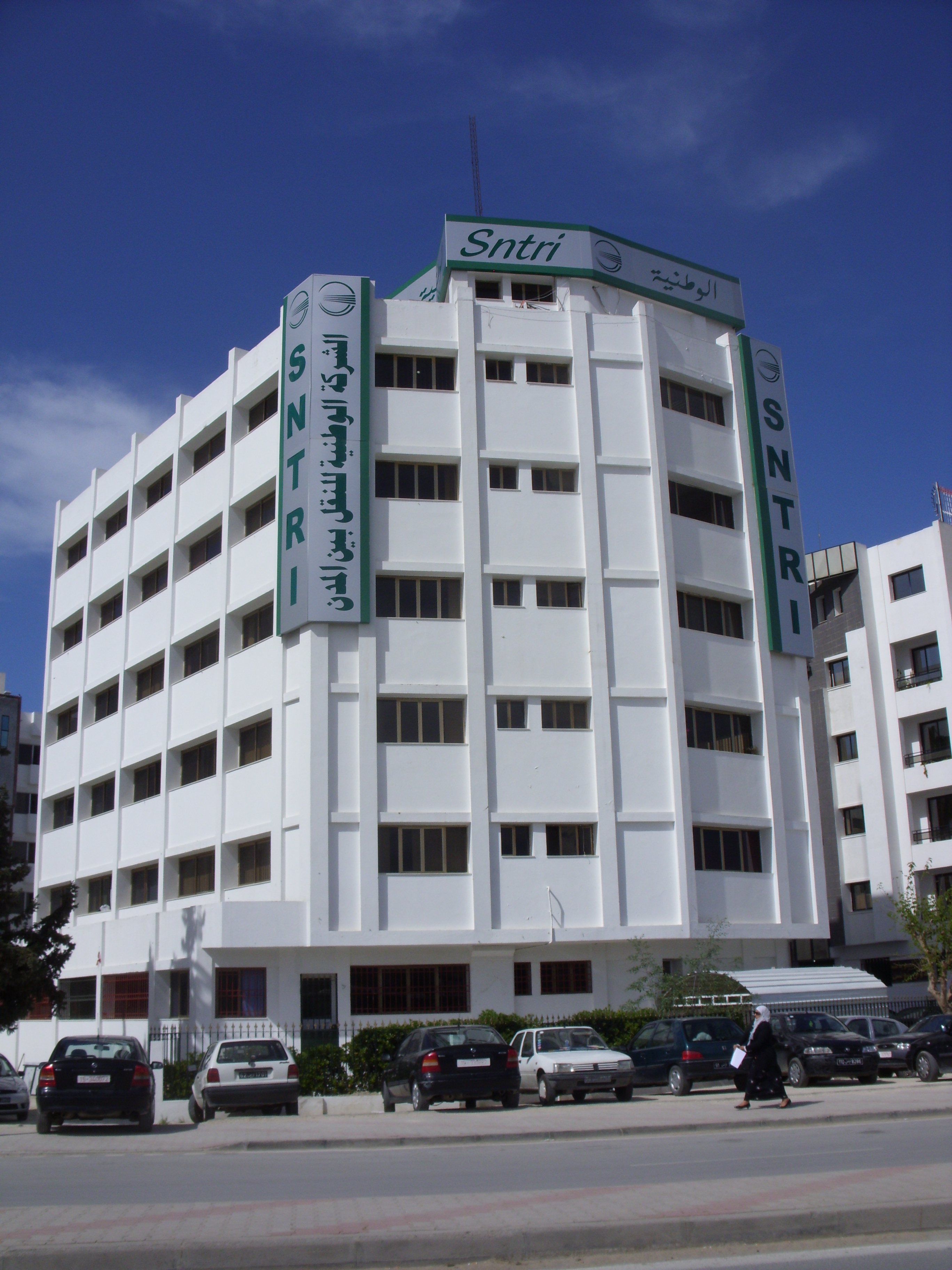
Siège de la SNTRI.
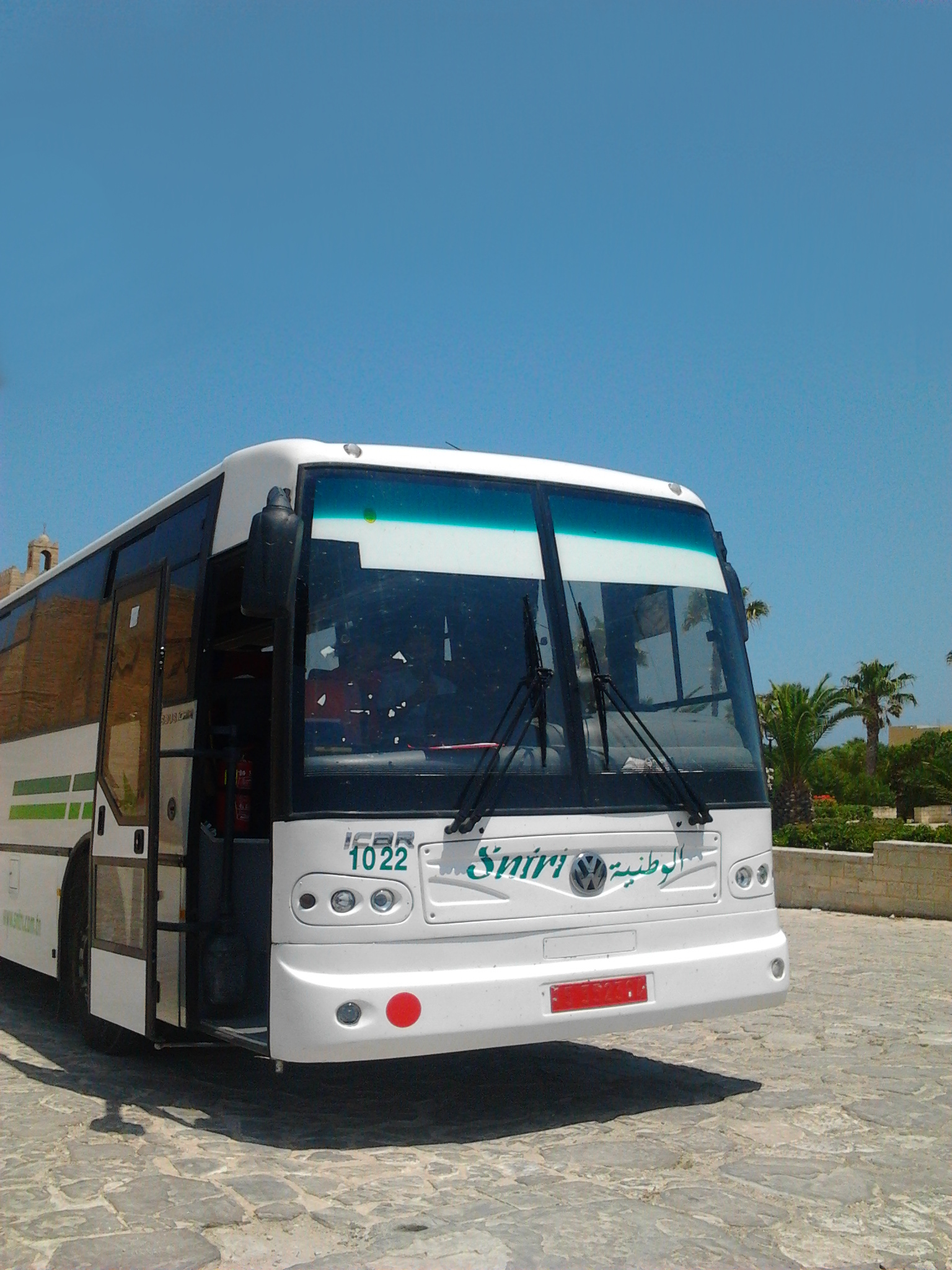
Bus appartenant à la SNTRI.